# Graafschap Sayn
Sayn was een tot de Nederrijns-Westfaalse Kreits behorend graafschap binnen het Heilige Roomse Rijk.

graafschap Sayn

zie ook Wapen van Sayn

## Het graafschap Sayn onder het huis Sayn tot het uitsterven in 1246
In 1152 wordt de burcht Sayn in Bendorf bij Koblenz vermeld ter gelegenheid van de verwoesting door de aartsbisschop van Keulen. De burcht wordt echter al snel herbouwd. Voor 1231 verwerft graaf Hendrik III de heerlijkheid Vallendar. In 1246 sterft de dynastie met hem in mannelijke lijn uit.

## Het graafschap Sayn onder het huis Sponheim tot de deling van 1294
Ten gevolge van het huwelijk van Gotfried III van Sponheim (overleden 1220) met Adelheid van Sayn, Blankenberg, Lewenberg en Kreuznach valt het graafschap Sayn in 1231 aan Jan I van Sponheim (overleden 1277), die ook graaf is in het achterste graafschap Sponheim. Na zijn dood delen zijn zoons de twee graafschappen, waarbij Sayn aan Godfried (overleden 1283) komt.
Godfried is gehuwd met Jutta van Homburg, waardoor de heerlijkheid Homburg met Sayn verbonden wordt. In deze tijd weten de graven de volledige landshoogheid te verwerven. Na de dood van Godfried in 1283 delen zijn zoons de bezittingen in 1294.
- Jan I erft het graafschap Sayn en de helft van de heerlijkheid Homburg
- Engelbert erft de heerlijkheid Vallendar en de andere helft van de heerlijkheid Homburg.

## Het graafschap Sayn tot het uitsterven in 1606
In 1397 wordt het gebied onderworpen aan het keurvorstendom Trier. Door het huwelijk van graaf Gerard II met Elizabeth van Sierk-Menzberg worden Sierk en Menzberg verworven en door het huwelijk van graaf Sebastiaan met Margaretha van Limburg-Bruch worden in 1508 Limburg en Bruch geërfd. In 1561 wordt de reformatie ingevoerd.
De tak Sayn sterft in 1606 met graaf Hendrik IV uit. De bezittingen vallen dan uiteen;
- Sierk en Menzberg vallen terug aan de leenheren, de keurvorst van Trier en de hertog van Lotharingen.
- Limburg en Bruch komen aan de graven van Daun ten gevolge van het huwelijk van Irmgard, een dochter van graaf Jan IV.
- Sayn en Freusburg komen aan de graven van Sayn-Wittgenstein ten gevolge van het huwelijk van Anna Elizabeth, een dochter van graaf Adolf met Willem van Sayn-Witgenstein. Het graafschap wordt niet verenigd met het graafschap Wittgenstein en Berleburg, want daar volgen de broers van Willem hun vader op.
- de burcht Sayn, die buiten het eigenlijke graafschap ligt, wordt door het keurvorstdendom Trier in bezit genomen.

## Het graafschap Sayn van 1606 tot de deling in 1652
Tijdens de Dertigjarige Oorlog ontstaat er een chaotische toestand. In 1626 en 1637 bezet het keurvorstendom Trier het ambt Freusberg. Inmiddels is de tak met de minderjarige graaf Jan van Sayn-Wittgenstein-Sayn in 1636 uitgestorven. De beide minderjarige zusters van graaf Lodewijk zijn de erfgenamen. In 1637 bezet het keurvorstendom Keulen het ambt Hachenberg en de graaf van Sayn-Wittgenstein bezet in 1642 het ambt Altenkirchen.
In de vrede van Osnabrück van 1648 wordt in artikel IV, paragraaf 36 de teruggave geregeld aan hun moeder, de gravin-weduwe, van: slot, stad en ambt Hachenburg en de heerschappij over het dorp Bendorf. In 1649 wordt deze bepaling uitgevoerd. In 1652 komen de burcht Sayn, het klooster Sayn, Stromberg, Mülhofen en Urmitz als teruggevallen leen aan het keurvorstdendom Trier.
Altenburg en Freusberg komen terug aan de erfdochters.
Vervolgens worden de bezittingen onder de twee zusters verdeeld.
- Sayn-Hachenburg: Hachenburg, Steinebach, klooster Marienstatt, burcht Froneck, Marienthal, Hamm, Flammersfeld, Birnbach.
- Sayn-Altenkirchen: ambt Altenkirchen, ambt Freusberg (Gebhardshain, Friedewald), Bendorf.

Lijst van regenten in Sayn-Wittgenstein-Sayn
| regerend  | naam      | geboren   | overleden  | familierelatie |
| --------- | --------- | --------- | ---------- | -------------- |
| 1606-1623 | Willem II | 14-3-1569 | 29-10-1623 |                |
| 1623-1632 | Ernst     | 5-1-1594  | 22-5-1632  | zoon           |
| 1632-1636 | Lodewijk  | 8-9-1628  | 16-7-1636  | zoon           |